# Universitetet i Stellenbosch
Universitetet i Stellenbosch (Afrikaans: Universiteit van Stellenbosch, Engelska: Stellenbosch University) är ett universitet i Stellenbosch, Västra Kapprovinsen, Sydafrika. Andra närliggande universitet är University of Cape Town (UCT) i Kapstaden och University of the Western Cape (UWC) i Bellville.
Under Apartheidtiden var universitetet i Stellenbosch till för den afrikaanstalande vita delen av befolkningen. De engelsktalande vita studerade på University of Cape Town och de färgade på University of the Western Cape. Trots att studenter nu kan välja fritt var de vill studera domineras universitetet fortfarande av afrikaanstalande. Enligt universitetets egna siffror har 60% av studenterna afrikaans som modersmål, 32% engelska och endast 1,6% xhosa.
Bland berömda personer som studerat på universitetet finns bland andra Jan Smuts och Sandra Botha.